# Hellmuth, Obata + Kassabaum
Hellmuth, Obata + Kassabaum, chiamato anche Hellmuth, Obata & Kassabaum o abbreviato in HOK, è uno studio di architettura, design, ingegneria e pianificazione urbana statunitense fondata nel 1955 da George Hellmuth, Gyo Obata e George Kassabaum.

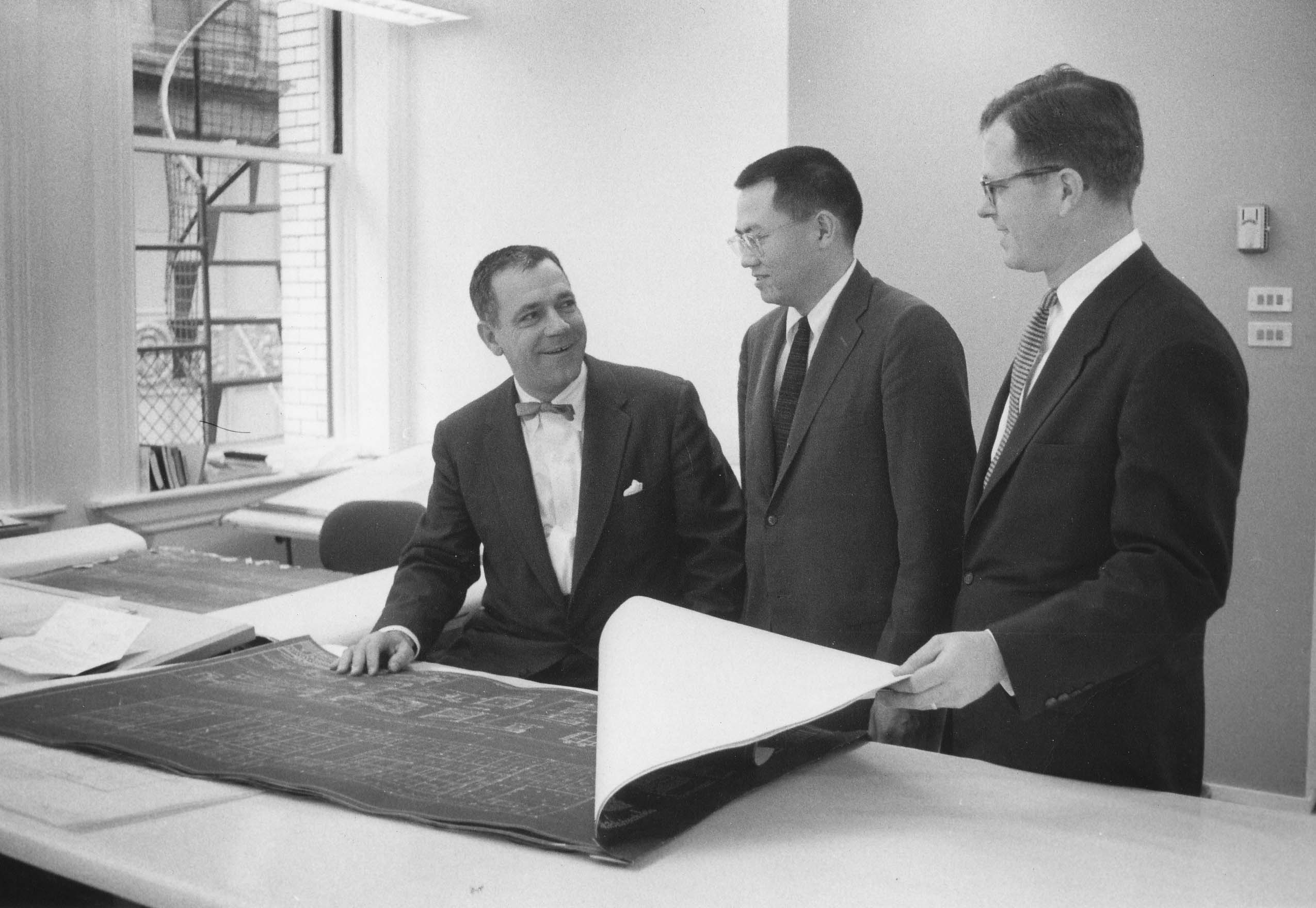
I tre soci fondatori di HOK. Da destra George Hellmuth, Gyo Obata e George Kassabaum

Nel 2018, HOK è stata classificata come la più grande impresa di architettura-ingegneria con sede negli Stati Uniti e la quarta più grande azienda di interior design. L'azienda conta circa 1.700 architetti collocati in una rete globale di 24 uffici.

## Opere

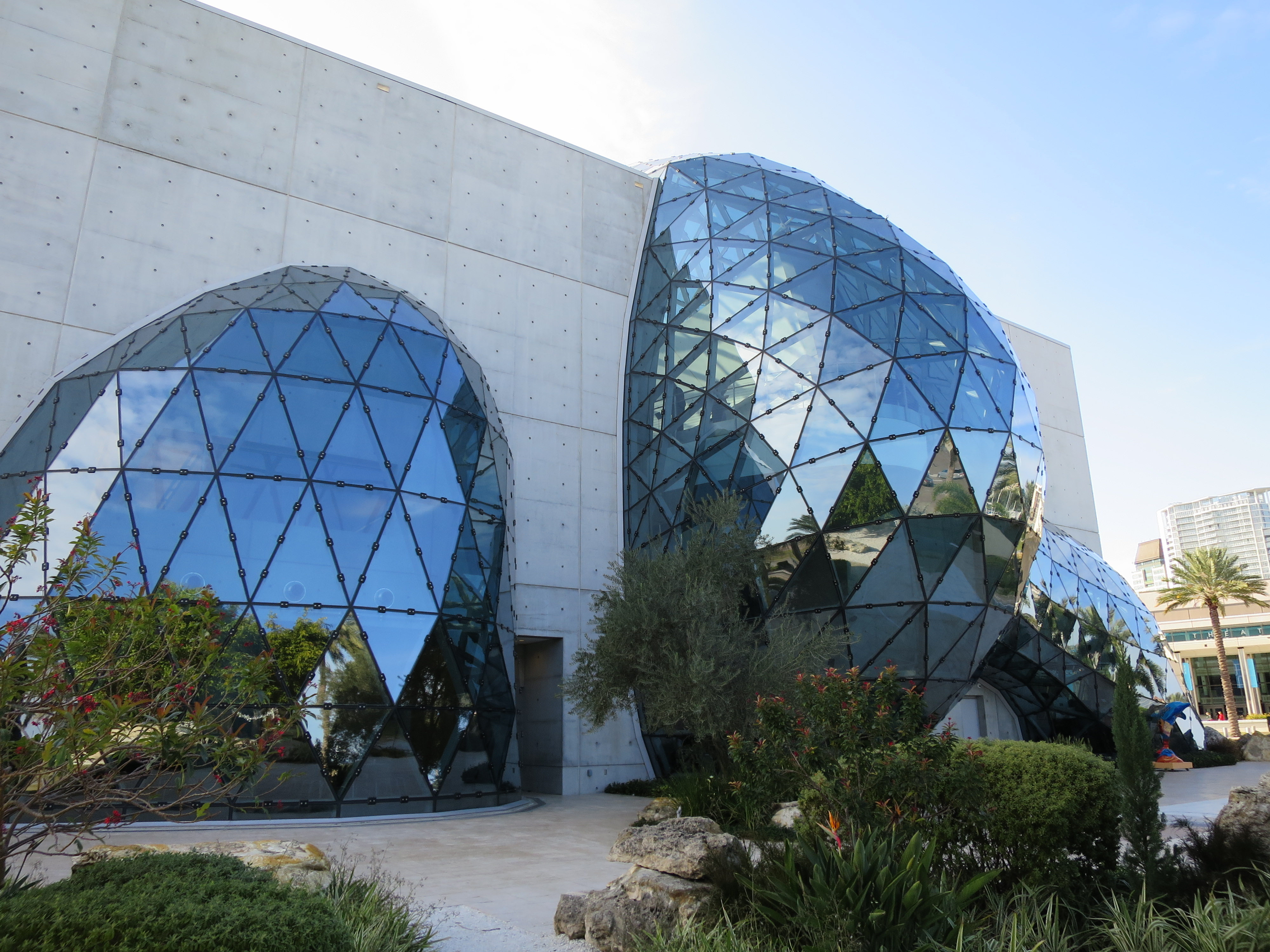
Salvador Dali Museum

- Salvador Dali Museum1982: Salvador Dalí Museum
- 2007 : Flame Towers (Baku)
- 2017: Mercedes-Benz Stadium